# Samir Cavadzadə
Samir Cavadzadə (Baku, 16 aprile 1980) è un cantante azero.
Nel 2008 partecipa all'Eurovision Song Contest 2008 come rappresentante dell'Azerbaigian, proponendo il brano Day After Day insieme a Elnur Hüseynov, come duo denominato "Elnur and Samir". La canzone si classifica all'8º posto.